# USS Block Island
USS Block Island (CVE-21/AVG-21/ACV-21) fue un portaaviones de escolta de la clase Bogue de la Marina de los Estados Unidos durante la Segunda Guerra Mundial. Fue el primero de los dos portaaviones de escolta bautizados con el nombre del seno de Block Island Sound, frente a Rhode Island, y fue el único portaaviones estadounidense hundido en el océano Atlántico durante la guerra.
Originalmente clasificado AVG-21, se convirtió en ACV-21 el 20 de agosto de 1942, y en CVE-21 el 15 de julio de 1943. Debe su nombre a Block Island, una isla de Rhode Island al este de Nueva York.

## Hundimiento

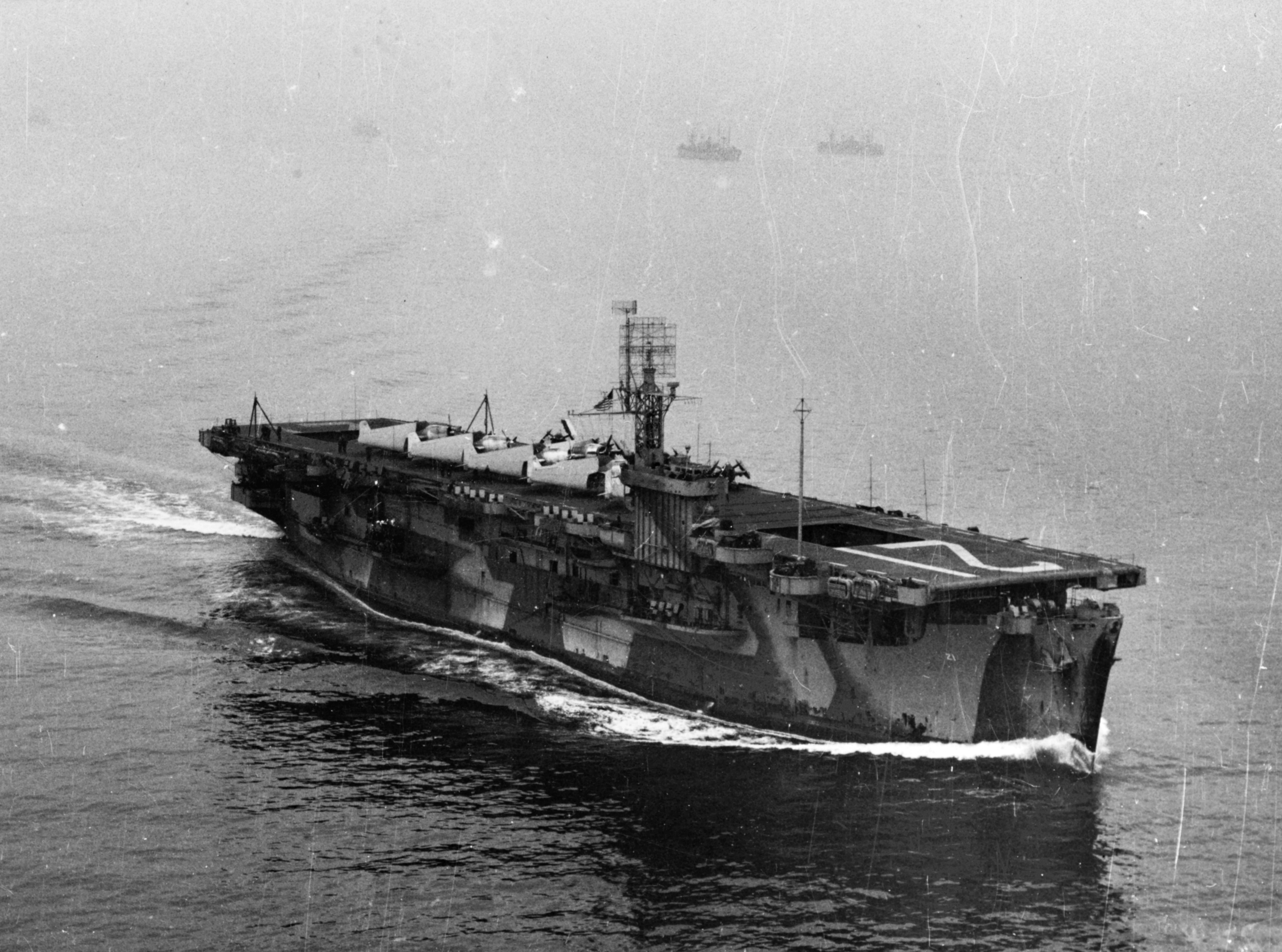
El USS Block Island (CVE-21) navegando el 3 de febrero de 1944.

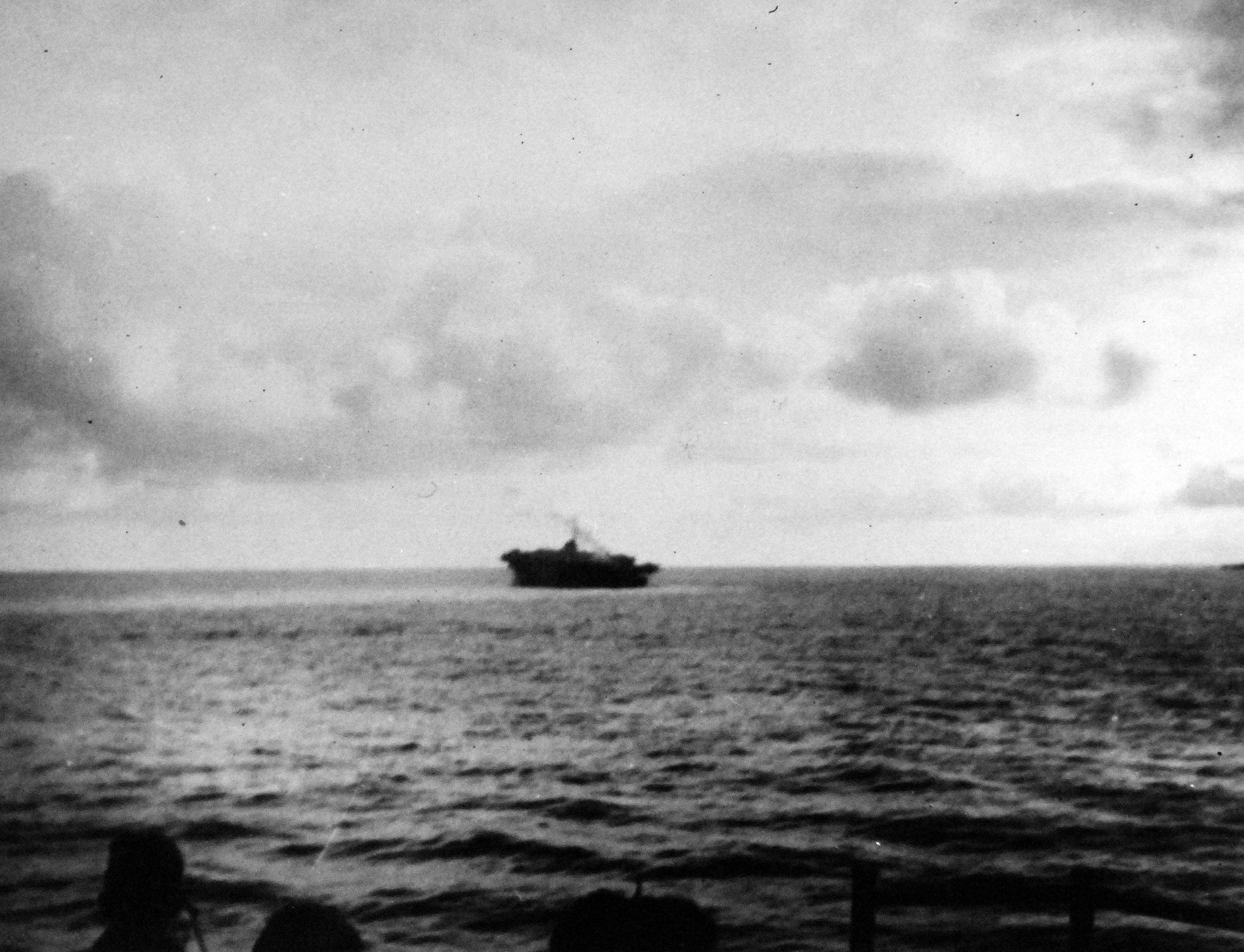
El USS Block Island (CVE-21) inclinado por la popa después de ser torpedeado por el submarino alemán U-549 en el océano Atlántico el 29 de mayo de 1944.

El Block Island fue torpedeado frente a las Islas Canarias (España) a las 20:13 del 29 de mayo de 1944 por el U-549 que se había escabullido a través de su grupo de escoltas. El U-549 disparó tres torpedos T-3, alcanzándole con dos y dañando gravemente el buque que posteriormente se hundió. Seis tripulantes murieron en el ataque; los 951 restantes fueron recogidos por los destructores que le escoltaban.
El destructor USS Eugene E. Elmore atacó y hundió al U-549 utilizando su sistema de mortero de espiga de erizo y cargas de profundidad en 31°13′N 23°03′O / 31.217, -23.050.
Cuando el Block Island fue torpedeado, seis de sus cazas Wildcats (VC-55) estaban volando y no tenían donde aterrizar. Se dirigieron a las Islas Canarias pero todos tuvieron que amarizar de noche tras quedarse sin combustible y sólo dos de los pilotos fueron rescatados.